# Chant messin
Chant messin (lat. cantilena metensis) is de oorspronkelijke benaming voor gregoriaanse zang.
Het gregoriaans werd niet gecomponeerd door paus Gregorius I (540-604). De gregoriaanse muziek is weliswaar naar hem vernoemd, maar de algemene verspreiding ervan dateert van een eeuw later, tijdens de Karolingische periode.
Historisch onderzoek door Dom Jean Claire (1920-2006) (Abdij van Solesmes) heeft uitgewezen dat het gregoriaans is ontstaan in de 7e eeuw in Metz, de oude hoofdstad van Austrasië. Het was Chrodegang (712-766), bisschop van Metz en stichter van de Abdij van Gorze, die de chant messin (dit wil zeggen: zang op de manier van Metz) tot ontwikkeling bracht.
Kort samengevat zou men kunnen zeggen dat de chant messin, die later het gregoriaans werd genoemd, is tot stand gekomen onder de Karolingers. Het was het resultaat van een versmelting van Frankische gebruiken met Romeinse tradities. Dat was zowel het geval voor de liturgie als voor de zang. 